# Wybory parlamentarne w Liechtensteinie w 1982 roku

Wybory parlamentarne w Liechtensteinie odbyły się 5 i 7 lutego 1982. Zwyciężyła w nich Unia Patriotyczna uzyskując 53,47% głosów i 8 z 15 miejsc w Landtagu. Postępowa Partia Obywatelska uzyskała wynik 46,53% i 7 miejsc. Frekwencja wyniosła 95,4%, lecz głosować mogli tylko mężczyźni.

## Wyniki
|  | Partia                       | Głosy  | Procent | Mandaty |
|  | ---------------------------- | ------ | ------- | ------- |
|  | Unia Patriotyczna            | 20,997 | 53,47   | 8       |
|  | Postępowa Partia Obywatelska | 18,273 | 46,53   | 7       |